# 陳敬 (萬曆進士)
陳敬 （1572年—1598年），號如宇，浙江宁波府鄞县人。明朝政治人物。

## 生平
万历二十二年（1594年）甲午科順天府乡试第三十名举人，二十六年（1598年）戊戌科二甲第六名进士，未任官卒。女陈氏，归张尚彬，尚彬卒，年二十二，陈誓志不践二庭，遗腹生子世模，勤课读，力織絍，为之完娶。无何，世模又卒，陈以垂白之年，目击惨变，遂郁郁而終，宗党哀之。

## 家族
曾祖陈瀛，庠生。祖陈應通，庠生。父陈资爵，將仕郎。

## 引用
1. ↑  《鄞县志》
2. ↑  《萬曆二十六年戊戌科進士履歷》：陈敬，如宇，诗一房，壬申十月十一生。鄞县人，甲午三十，会百九十三，二甲六名。卒。曾祖瀛，庠生。祖應通，庠生。父资爵，將仕郎。
3. ↑  《槎湖张氏谱》